# Cambaroides dauricus
Cambaroides dauricus е вид ракообразно от семейство Cambaridae.

## Разпространение и местообитание
Видът е разпространен в Китай, Русия, Северна Корея и Южна Корея.
Обитава сладководни басейни и потоци.